# Пузир (фільм, 2006)
«Пузир» (англ. The Bubble) — ізраїльський фільм режисера Ейтана Фокса, який вийшов під  гаслом «Він був вихований в ненависті, поки він не зустрів ворога».

## Сюжет
Фільм починається зі сцени смерті — Ноам стає свідком того, як палестинська жінка починає народжувати прямо на КПП і її дитина гине, швидка допомога не змогла її врятувати, але оточуючі палестинці звинувачують у трагедії ізраїльтян.
Молодий ізраїльський резервіст Ноам проходить службу на контрольно-пропускному пункті на кордоні Ізраїлю і палестинських територій. Там він вперше бачить Ашрафа.
Незабаром Ноам повертається в Тель-Авів, де разом з геєм Яалі і продавчинею з магазину ароматичного мила Лулу знімає квартиру на вулиці Шенкін, у відомому молодіжному і лівому за поглядами районі Тель-Авіва. У районі панує богемне життя, на тлі якого троє друзів беруть участь у русі проти війни.
Ашраф знаходить Ноама, щоб повернути йому втрачений ізраїльтянином на КПП паспорт. Між юнаками розгорається кохання, але в їхнє життя втручається безліч нерозв'язних конфліктів: Ізраїль і Палестина, релігія і атеїзм, ліві і праві політичні погляди, рок і поп-музика, гомосексуальність і гетеросексизм, суспільне і особисте.

## У ролях
- Охад Кноллер — Ноам
- Даніела Вірцер — Лулу
- Алон Фрідман — Яхлі
- Юссуф Суейд — Ашраф
- Сіон Барух — Шауль
- Йотам Ішай — Цікі
- Зоар Лів — Голан
- Одед Леопольд — Шарон
- Шарді Джабарін — Джихад
- Ноа Баркай — Елла

## Нагороди
- 2006 — Висунутий на нагороди Ізраїльської Кіноакадемії: Найкраща музика, Найкращий звук, Найкращий актор другого плану
- 2007 — Берлінський Міжнародний Кінофестиваль: CICAE-Preis; кінопремія Тедді: Siegessäule reader award
- 2007 — Дублінський гей-лесбі кінофестиваль: Глядацька нагорода
- 2007 — Дурбанської Міжнародний Кінофестиваль: Найкращий сценарій
- 2007 — Лос-Анджелеський АутФест: Special Programming Committee
- 2007 — Торонто Міжнародний ЛГБТ Кінофестиваль: Глядацька нагорода, Найкращий художній фільм.